# Онгерманэльвен
Онгерманэ́львен (в верховьях — Ра́нсарон; швед. Ångermanälven) — река в Швеции, является одной из наиболее протяжённых в стране, её длина составляет 460 километров.
Название реки происходит от норвежского слова (норв. Anger) — «глубокий залив» и относилось первоначально к эстуарию.

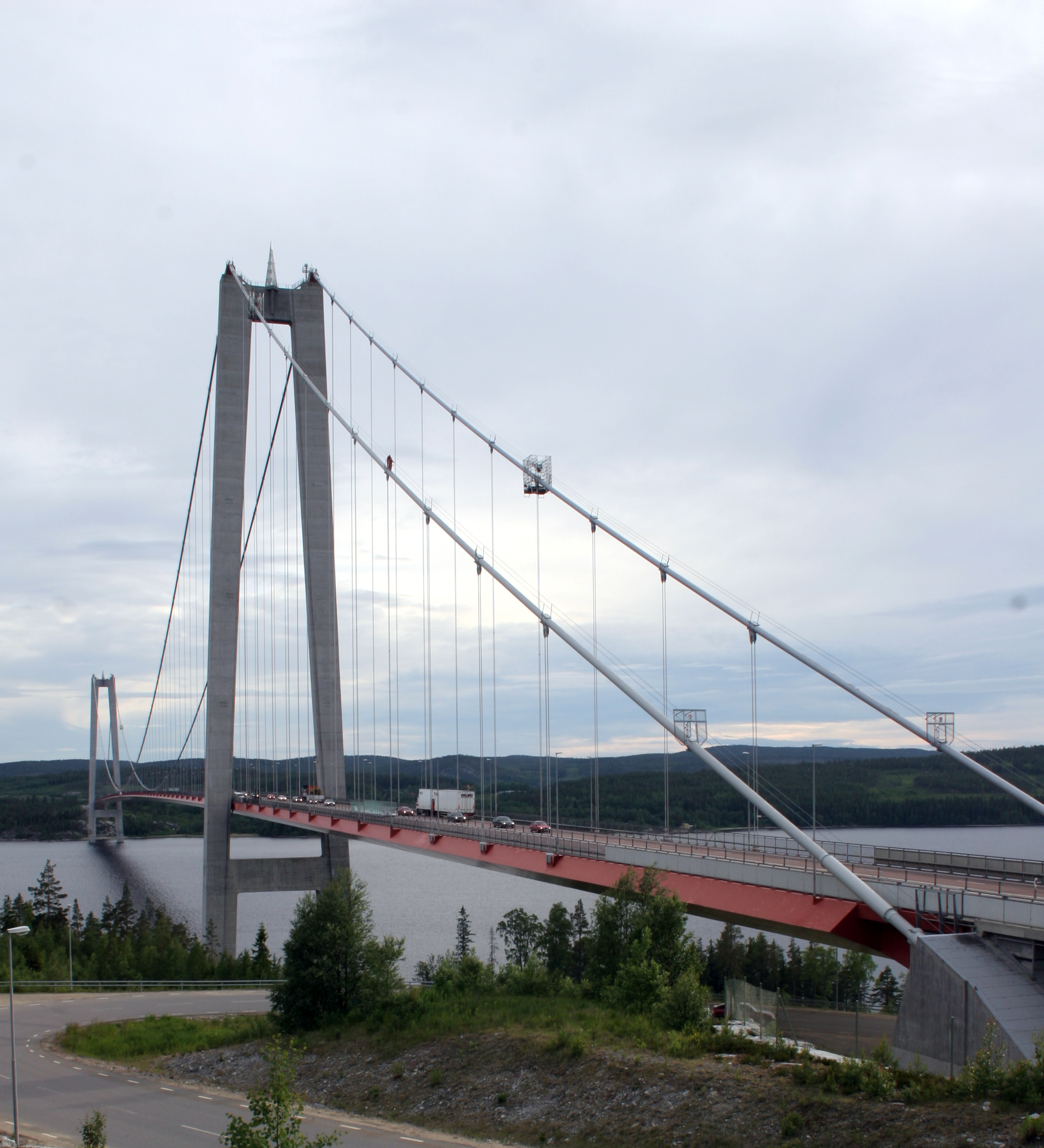

Истоки реки находятся в Скандинавских горах в южной части шведской Лапландии (в лене Вестерботтен) на границе с Норвегией. Она течёт на юго-восток, по территории провинции Онгерманланд (лен Вестерноррланд), после чего впадает в Ботнический залив Балтийского моря близ города Крамфорс.
Онгерманэльвен на своем течении образует ряд озёр и значительных водопадов. Приблизительно на сто километров вверх от устья река судоходна для небольших судов. Расход воды зимой составляет более 300 м³/с, во время весеннего половодья обычно достигает 2000 м³/с. Онгерманэльвен имеет один из наиболее зарегулированных стоков среди рек Швеции: начиная с 1930-х годов здесь построено более 40 дамб, а на электростанциях вырабатывается 15 % от совокупной производительности ГЭС страны.
Берега реки чрезвычайно красивы и поэтому сюда приезжает немало туристов.
За счёт того, что бассейн реки на протяжении послеледниковой эпохи испытывал гляциоизостатическое поднятие, древние отложения дельты возрастом до 8000 лет оказались доступны для изучения в долине реки, что позволило установить абсолютный возраст Шведской геохронологической шкалы.